# Alcínous (filòsof)
|  | Per a altres significats, vegeu «Alcínous (rei)». |

Alcínous (grec antic: Ἀλκίνοoς, llatí: Alcinous) fou un filòsof platònic de l'època imperial romana. No se sap res de la seva història personal.
Va escriure una obra important sobre la filosofia platònica on analitza aquest corrent en profunditat i que afortunadament s'ha conservat. Porta el títol de Ἐπιτομὴ τῶν Πλάτωνος δογμάτων (Manual de platonisme). El tractat estava escrit més a la manera d'Aristòtil que a la de Plató, en un tipus d'obra de síntesi semblant a la del Corpus aristotelicum, i no dubta a incorporar temes i conceptes d'altres escoles filosòfiques. Alcínous creia que el món i la seva ànima viva eren eternes. Aquesta ànima de l'univers (ἡ ψυχὴ τοῦ κόσμου) no va ser creada per Déu, però, per utilitzar la imatge d'Alcínous, la va despertar d'un somni profund i la va dirigir cap a ell mateix, "que podia prestar atenció a les coses intel·lectuals i rebre formes i idees d'una ment divina". Aquesta va ser la primera d'una successió d'éssers intermedis entre Déu i l'home. La "Teoria de les Formes" va procedir immediatament de la ment de Déu, i havia de ser l'objecte més alt de l'intel·lecte humà, descobrir la forma de la matèria, els protagonistes de les coses sensibles i vincular-les a la realitat. Es diferencia dels platònics anteriors en el fet que limita les idees (ἰδέαι) a les lleis generals. No semblava un concepte digne de Déu que aquest hagués pogut concebre una "idea" sobre coses artificials o no naturals, o d'individus o detalls, o qualsevol cosa relacionada. Pel que sembla, volia harmonitzar les teories de Plató i les d'Aristòtil sobre les idees, que distingia dels εἴδη (forma de les coses, imatge), i admetia la impossibilitat de separar els dos conceptes, cosa que estava relacionada amb la doctrina de l'eternitat i de l'auto-existència de la matèria. No es pot conèixer Déu, la font primera de les idees, però es pot descobrir una certa noció d'ell a través de negacions i analogies. La seva naturalesa està més enllà de la comprensió i de la capacitat d'explicar-lo. Per sota seu hi ha una sèrie d'éssers (δαίμονες) que vetllen per totes les coses vives, i mantenen relacions amb les persones. L'ànima humana passa per tot un seguit de transmigracions fins que finalment es purifica i es fa acceptable per Déu. Intenta conciliar Plató amb Aristòtil manllevant algunes opinions de la filosofia oriental i d'un corrent neopitagòric que era vigent en aquella època.